# Université technique d'Azerbaïdjan
L’université technique d'Azerbaïdjan est une université publique, spécialisée en ingénierie, située à Bakou, en Azerbaïdjan. L'université compte 9 écoles et 54 départements, 884 professeurs et environ 6 500 étudiants.

## Histoire
Le 14 novembre 1920, le gouvernement soviétique décida que l'ancienne école technique de Bakou serait fermée et remplacée par l’Institut polytechnique de Bakou. La nouvelle école s'est concentrée sur la formation d'ingénieurs dans des secteurs tels que l'agriculture, le génie civil, l'électromécanique, l'économie et le pétrole. En 1923, l'école a changé de nom pour devenir l'Institut polytechnique d'Azerbaïdjan. En mars 1929, le Parti communiste d'Azerbaïdjan a décidé que l'école serait divisée en trois écoles indépendantes couvrant l'agriculture, l'économie et le pétrole.
Cependant, les demandes croissantes d'ingénieurs dans d'autres domaines en dehors du pétrole ont conduit à l'expansion du programme scolaire, et l'école a de nouveau changé de nom en 1934, cette fois en Institut industriel d'Azerbaïdjan, car il était combiné avec le génie civil. La Seconde Guerre mondiale a imposé l'Union soviétique et des écoles comme institut industriel d'Azerbaïdjan ont essayé de rester ouvertes.
En 1993, l’institut industriel d'Azerbaïdjan a changé de statut et est devenue l'Université technique d'Azerbaïdjan.

## Facultés
- Ingénierie électrique et ingénierie énergétique
- Transport
- Technologie de machine
- Équipements et technologies spéciaux
- Ingénierie de radio et communication
- Métallurgie
- Construction de machine
- Ingénierie et gestion d'entreprise
- Bureau du doyen pour les étudiants internationaux
- Automatisation et technologie informatique[3]

### Ingénierie électrique et ingénierie énergétique
Elle a été fondée en 1964. La faculté comprend 4 départements: technologie thermique et froide, alimentation et isolation, équipement électrique et électrotechnique, bases théoriques de l'électrotechnique. Les étudiants sont attirés par les recherches scientifiques menées dans les départements. 

### Transport
Auparavant appelé mécanique. Son nom moderne n'a été donné à la faculté qu'en 2001.

### Technologie de machine
Il a été fondé en 1986 sur la base de la faculté de construction mécanique. 5 départements font partie de la faculté: Pièces de machines et machines de levage et de transport, Métrologie et normalisation, Théorie des mécanismes et machines, Complexes technologiques et équipements spéciaux, Graphisme. 

### Ingénierie de radio et communication
Lors de la fondation, en 1960, la faculté s'appelait Électrotechnique. Plus tard, la division a été effectuée et deux facultés ont été formées: l'électrotechnique et la radiotechnique.

### Métallurgie
Elle a été fondée en février 1964. La faculté comprend 4 départements.

### Construction de machine
Elle a été fondée en 1982. La faculté comprend 5 départements: Technologie de la mécanisation, Pièces de machines, Théorie des machines et mécanismes, Complexes technologiques et équipements spéciaux, Physique.

### Bureau du doyen pour les étudiants internationaux
Le but de la formation à la faculté est de former du personnel pour les pays étrangers. Elle a été fondée en 1978.

### Automatisation et technologie informatique
Elle a été fondée en 1960. La faculté compte 6 départements: Automatisation des technologies informatiques et des processus de production, Automatisation et télémécanique, Électronique industrielle, ingénierie de radio général et théorique, Mathématiques supérieures, Physique.